# 에사 린델
에사 린델(핀란드어: Esa Lindell, 1994년 5월 23일~)은 핀란드의 아이스하키 선수로 포지션은 수비수이다. 현재 내셔널 하키 리그(NHL) 소속으로 뛰고 있다.
국제 대회에서는 핀란드 국가대표팀의 소속으로 활동했으며, 세계 아이스하키 선수권 대회 3회, 아이스하키 월드컵에 1회 참가했다. 2022년 세계 아이스하키 선수권 대회에서 우승을 차지한 핀란드팀의 일원이다.